# 傑弗里斯峰
傑弗里斯峰（英語：Jeffries Peak），是南極洲的山峰，位於葛拉漢地西岸的丹科海岸，由英國研究隊繪入地圖，以美國物理學家命名，現時由南極條約體系管理。